# Gazela tibetská
Gazela tibetská (Procapra picticaudata), známá též jako goa, je druh antilopy, žijící v Himálaji ve výškách mezi 3 000 a 3 700 metrů nad mořem. Gazela tibetská platila v důsledku nekontrolovaného lovu jako téměř ohrožený druh, kolem roku 2003 byl její status však zařazen do kategorie málo dotčený – podle odhadů žije ve volné přírodě kolem 100 000 exemplářů na celkové rozloze přes 1 000 000 km².
Dospělá gazela tibetská dosahuje výšky kolem 60 cm (v plecích) a váží přibližně 25 kg. Srst je šedivá, v břišní krajině bílá. Samečci mají kruhovité, do špičky probíhající a až 35 cm dlouhé rohy, jiné rozdíly mezi pohlavími neexistují. K páření dochází v prosinci, k vrhu mláďat v následujícím květnu.
Patří do podčeledi pravých antilop (Antilopinae). Goa, tedy tibetská gazela, by neměla být zaměňována s čiru, tedy tibetskou antilopou (Pantholops hodgsonii).